# Papyrus 108

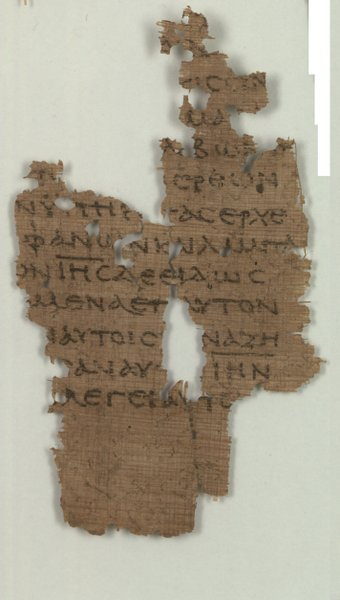
Papyrus 108 verso

Papyrus 108 (volgens de nummering van Gregory-Aland) of {\displaystyle {\mathfrak {P}}^{108}}, of P.Oxy. 4447, is een fragment van een oud Grieks afschrift van het Nieuwe Testament op papyrus. Het bevat het Evangelie volgens Johannes 17:3-5,18:1-5; het zijn fragmenten. Op grond van het schrifttype wordt aangenomen dat het schrift dateert van het begin van de 3e eeuw.

## Tekst
De Griekse tekst van de codex vertegenwoordigt de Alexandrijnse tekst. Hoewel de fragmenten klein zijn, kan vastgesteld worden dat ze overeenstemmen met de Codex Sinaiticus. Er is een itacistische fout in Joannes 17:23 (γεινωσκη in plaats van γινωσκη).

## Bewaarplaats
Het handschrift wordt bewaard op de papyrologieafdeling van de Art, Archaeology and Ancient World Library van de Universiteit van Oxford, plank nummer P. Oxy. 4447.

### Officiële registratie
- Tekstonderzoek, Institut für Neutestamentliche Textforschung (INTF), Universiteit van Münster. Geraadpleegd op 9 april 2008.